# Eriauchenius lavatenda
Eriauchenius lavatenda là một loài nhện trong họ Archaeidae. Loài này phân bố ở Madagascar.